# إكو 35-2
 'إكو 35-2' '(المعروف أيضا باسم'  سايبورغ  'أو'  كوتون  ') هو شخصية لعبة فيديو وبطل الرواية الرئيسي في  صعود الروبوتات  لعبة القتال التي أنشأتها شون نادين وكوان لي. كانت سايبورغ نتيجة لمشروع متقدم للغاية لنجاح دمج المكونات العضوية وغير العضوية.

## أبيرانس

### في ألعاب الفيديو
كوتون هو سايبورغ مع العقل البشري والأعضاء، وضعت في سر من قبل إليكتروكورب مع ميزانية تعادل ميزانية المشروع. وعلى الرغم من أعدائه في كثير من الأحيان تحمل والاستفادة أسلحة من نوع ما، كوتون تحارب فقط باستخدام له بقبضة اليد، لديه الطلاء الدروع السميكة التي تغطي جسده الروبوت من الرأس إلى أخمص القدمين، وقد معدلة وراثيا لتكون سريعة وقوية في نفس الوقت ممكن. كما ذكر، كان لديه الجهاز العصبي المركزي البشري والدماغ، لم يتم إدراج المكونات الكهربائية في جسده، وبالتالي فإن فيروس إيغو ليس له أي تأثير عليه، مما يسمح له بالحفاظ على الحكم الذاتي واتخاذ أوامر من العلماء إليكتروكورب للذهاب بعد المشرف . تم استنساخ جميع أعضائه البشرية من الرئيس التنفيذي لشركة إليكتروكورب، الذي بدوره أثار كوتون وابنه، وبالتالي، عندما ذبح الرئيس التنفيذي من قبل الروبوتات المتمردة في بداية تمرد الروبوت من متروبوليس 4، أراد كوتون الانتقام من جريمة القتل من ما كان يعتقد أنه والده، مما يعطيه حافزا إضافيا ودافع لمتابعة المشرف وتدمير لها.
في عواقب إلى المباراة السابقة، كان سايبورغ الهزيمة وتمتص من قبل المشرف، وتدمير جسده ونسخ أنماط دماغه لبقية الروبوتات لها. ويخشى علماء الالكتروكورب من أن كوتون قد هزم وأن المشرف سيستهدف المدينة حاليا، وأعد فيروسا مضادا يستند إلى إيغو من المعلومات التي أرسلها كوتون في وقت سابق. استخدم كوتون الهاء الناجم عن الروبوتات الخاطئة لتحميل وعيه لروبوت آخر، وعلى استعداد إما للهروب من مبنى إليكتروكورب أو محاولة هجوم آخر على المشرف. سواء كوتون ناجحة في أي محاولة. أيضا، نسخة من الطبقة العسكرية من سايبورغ اسمه  نكروبورغ  مع نظام الألوان المختلفة، والدروع، وعلى ظهره الأسلحة، ويمارس البرق.